# Cold War 2
Cold War 2 é um filme suspense chinês-honconguês, escrito e dirigido por Longman Leung e Sunn Luk. É a sequência de  Cold War (2012), estrelado por Aaron Kwok, Tony Leung, Charlie Young, Eddie Peng, Aarif Rahman, Ma Yili e Alex Tsui, seguido por Chow Yun-fat, Janice Man, Tony Yang e Bibi Zhou. Cold War 2 foi lançado em 8 de julho de 2016 em formato  2D, 3D e IMAX 3D.

## Síntese
O filme inicia em um funeral com as  Forças Policiais de Hong Kong, ralizando o enterro  de dois superintendente  que aviam sido morto na sena anterior. Horas depós, o comissário Sean Lau (Aaron Kwok), recebe um telefonema de um assaltante, responsável pelo furto do automóvel da polícia, informando-lhe que sua esposa (Michelle Lau) foi raptada. Em troca disso, ele é obrigado a libertar (Joe Lee)  para que sua esposa sobreviva. Lau substitui o procedimento e transfere Joe  para fora da prisão, informando pelo sequestrador que traga Joe Lee para estação. Lá, Joe escapa com ajuda de seus cúmplices, explodindo uma bomba, deixando a esposa de Lau (Michelle) viva.

## Elenco
- Aaron Kwok, como Sean Lau (劉傑輝), Comissário de Polícia
- Tony Leung, como M.B. Lee (李文彬), Ex-deputado e Comissário de Polícia
- Chow Yun-fat, como Oswald Kan (簡奧偉), Ex-juiz tribunal de primeira Insistência de High Court / Legislador
- Charlie Young, como Phoenix Leung (梁紫薇), Senhor Asistente e Comissário
- Janice Man, como Isabel Au (歐詠恩)/ Barista
- Eddie Peng, como Joe Lee (李家俊), Ex-Policial
- Aarif Rahman, como Billy Cheung (張國標), Investigador Principal de ICAC
- Tony Yang, como Roy Ho, Ex-Senhor Policial
- Chang Kuo-chu, como Peter Choi (蔡元祺), Ex-Comissário de Polícia
- Wu Yue, como Wu Tin-man, Ex-Senhor e Inspetor de Polícia
- Fan Zhibo, como Rachel Ma, (Protetor VIP)/ S.I.P
- Ma Yili, como Michelle Lau ('陳雪兒), esposa de Sean Lau
- Bibi Zhou, como Alice Poon/ Barista
- Alex Tsui, como Matthew Mak (麥啟文), Chefe de operação de ICAC
- Frankie Lam, como Alan Au
- Kenny Wong, como Stephen Han
- Ram Chiang, como David Mok, Senhor Assistente e Comissionário/ Diretor de  Crime & Seguraça
- Waise Lee, como Edward Lai (黎永廉), Secretário de Justiça
- King Kong Lam, como Gary Fu, Ex-Senhor e  Inspetor de Polícia
- Lam Wai, como Neo Chan, Ex-Senhor e Inspetor de Polícia
- Wong Man-piu, como Eric Ma, Ex-Senhor e  Inspetor de Polícia
- Wong Chak-fung, como Mark Cheng, Ex-Senhor e  Inspetor de Polícia
- Felix Lok, como C.Y. Ma, Membro do conselho legislativo/ Presidente de Painel de Segurança
- Terence Yin, como To Man, Chefe, Superintendente e Diretor da IT
- Jeannie Chan, como Nicole Chan/ Asistente e Investigador de ICAC
- Kathy Yuen, como Cecilia Lai, Inspetor de Polícia
- Dexter Young, como Senhor Inspetor de  Tecnologia e Divisão de Crime
- Queenie Chu, como Amber Tsui, dono do bar de Charuto (cigaro)
- Leila Tong, como Karen Tang (Refém)

## Produção
Devido ao sucesso comercial e pelas críticas recebido, uma outra  parte do filme havia sido anunciado em fevereiro de 2013, em que Chow Yun-fat havia sido convidado a fim de ser o antagonista principal do filme. No passado, o co-director Sunny Luk avia relatado que a sequência de Cold War (Cold War 2) estava sendo escrito e previsto para  ser estreado no final de 2013. A produção do filme iniciou em setembro de 2015, terminando em dezembro do mesmo ano, sendo exibido em 8 de julho de 2016.

## Bilheteria
O filme teve um total de  115 milhões de dólares em todo mundo.